# Antrodiella leucoxantha
Antrodiella leucoxantha är en svampart som först beskrevs av Giacopo Bresàdola, och fick sitt nu gällande namn av Miettinen & Niemelä 2006. Enligt Catalogue of Life ingår Antrodiella leucoxantha i släktet Antrodiella,  och familjen Phanerochaetaceae, men enligt Dyntaxa är tillhörigheten istället släktet Antrodiella,  och familjen Steccherinaceae. Artens status i Sverige är: Ej påträffad. Inga underarter finns listade i Catalogue of Life.